# Henry Rodríguez (actor)
Henry José Rodríguez, (Acarigua, Estado Portuguesa, 27 de julio de 1956) es un actor, productor, humorista y músico venezolano. Conocido por sus distintos personajes en shows de comedia, con personajes como «Navarrete», «El Llanero», «Doña Solita García», «Roso y Rosalbo», «El mayordomo», «Ay, me rayé», «No me interesa», entre otros.

## Biografía
Henry Rodríguez se iniciaría en 1975 en Radio Rochela y programas del canal RCTV, donde desarrolló su trayectoria durante 21 años. Sus papeles en Radio Rochela, le darían impulso para ser conocido debido a su humor. 
Durante los años 80, trabajaría con Simón Díaz y con Joselo, en sus gaitas, las cuales también le dieron fama. Las más conocidas de estas son las gaitas de las locas y los artistas. También en este canal participó por 4 años en ¿Cuánto Vale el Show? programa presentado por el animador Guillermo "Fantástico" González. Además, incursionó en los dramáticos con la telenovela Mabel Valdéz, protagonizada por Marina Baura y Gustavo Rodríguez.
El 2 de febrero de 1988, ingresó a Venevisión para formar parte del elenco de Noche de Comedia, específicamente en el unitario ¡Ay, me rayé! (su último personaje de Radio Rochela). Seguidamente, estuvo en Cheverísimo desde 1992 hasta 2020. Desde 2010, se desempeñó como parte de los actores en ¡A Qué Te Ríes! hasta 2016. A partir de 2009 empieza a trabajar para TVes para los programas humorísticos Chisparate y Humorísimo.

## Vida personal
Tiene 3 hijos Shirley, Sharon (la cual también es influencer en Instagram y TikTok) y Henry Jr. Vive en la ciudad de Maracay.

## Personajes famosos

### Radio Rochela
- Marco el Grande (No Vale)
- Armando Arroyo

- Henrito (La Escuelita)
- ¡Ay, qué carácter!
- ¡Ay, me rayé!
- Cachita (junto a Gioconda Pérez)
- Los peluqueros Tutti-Frutti (junto con Pedro Soto).
- No me interesa

### Cheverísimo
- Humildemente
- Los presos (junto con Wilmer Ramírez y Ramón Hinojosa)
- Daniel Charcos (Súper Cheverisimo sensacional y Mega Match)
- Doña Solita García (¡Qué Mujerero! junto a Gregorita (Honorio Torrealba), Doña Orejas de Parkinson (Alejandro Corona) y Betty Hass)
- Chepo y Candelario (con Wilmer Ramírez)
- El mayordomo (Se me cayó el plumero)
- El gruero (Eso es bujía)
- El Llanero (¡Machete!)
- Quitate la ropa
- El vendedor de empanadas (¡Pa'Na!)

### ¡A Qué Te Ríes!
- Vergatario Angulo (Me da pena 'pá)
- Yo no soy de hierro
- Navarrete y sabrinita

## Telenovelas
- Mabel Valdez, Periodista (1979)
- Los Querendones (2006)
- Marisol (telenovela de 2008) (2008)
- Carlota (telenovela) (2009)
- Maria Marta (2018)